# Кастильский диалект
Под кастильским диалектом (Castellano) обычно понимается разновидность испанского языка, в которую входит диалект в центре и в северной части Испании (область от Кантабрии на севере до Куэнки на юге). Кастильскому противопоставляется диалект южных областей (андалузский и переходные диалекты, например ламанчский).

## Фонетика
Характерными признаками являются следующие:
- Фонема [θ], которой нет в большинстве языков романской группы (буквы «c»/«z»). Фонема появилась в XVII веке (некоторые исследователи указывают на XIV век).
- Сильная фрикативная /x/ (буква «j»), почти горловая. В Латинской Америке такого звука почти нет, за исключением некоторых областей.
- Заметная элизия звуков в дифтонгах и при зиянии. Например: indoeuropeo > indouropeo > induropeo; héroe > herue; ahora > ahura > ara и т. д.
- Пропуск /d/ в конце слов. Например: «salud» /salú/, «verdad» /verdá/. Это явление наблюдается, даже если следующее слово начинается с гласной буквы. Есть области, где наблюдается произношение [θ], например в районе реки Дуэро и в Стране Басков.
- Шипящая «s», близкая к русскому «ш».

Также наблюдаются следующие явления:
- Йеизм (исп. yeísmo) с аффрикатой «y» (похоже на русский мягкий звук «джь»), что свойственно также переходному кастильско-андалузскому диалекту.
- Произношение /k/ как [θ] перед взрывной согласной, например: doctor /doztór/.

## Морфология
Типичным морфологическим явлением в некоторых областях является лаизм. Это употребление местоимения «la», «las» в виде косвенного дополнения женского рода вместо «le», «les», например: «la dices que venga» вместо «le dices que venga» (ты ей говоришь, чтобы она пришла). Это очень старое явление, однако оно никогда не соответствовало общим правилам, поскольку не получило развития за пределами Кастилии и отсутствует в Андалусии и Латинской Америке.
Имеется другое подобное явление, «леизм», например: «le vi» вместо «lo vi». Это явление закреплено в грамматиках, потому что повсеместно распространено как в Испании, так и в Латинской Америке. Тем не менее, в старом кастильском диалекте явление не было распространено.